# Hipnosis de la carretera

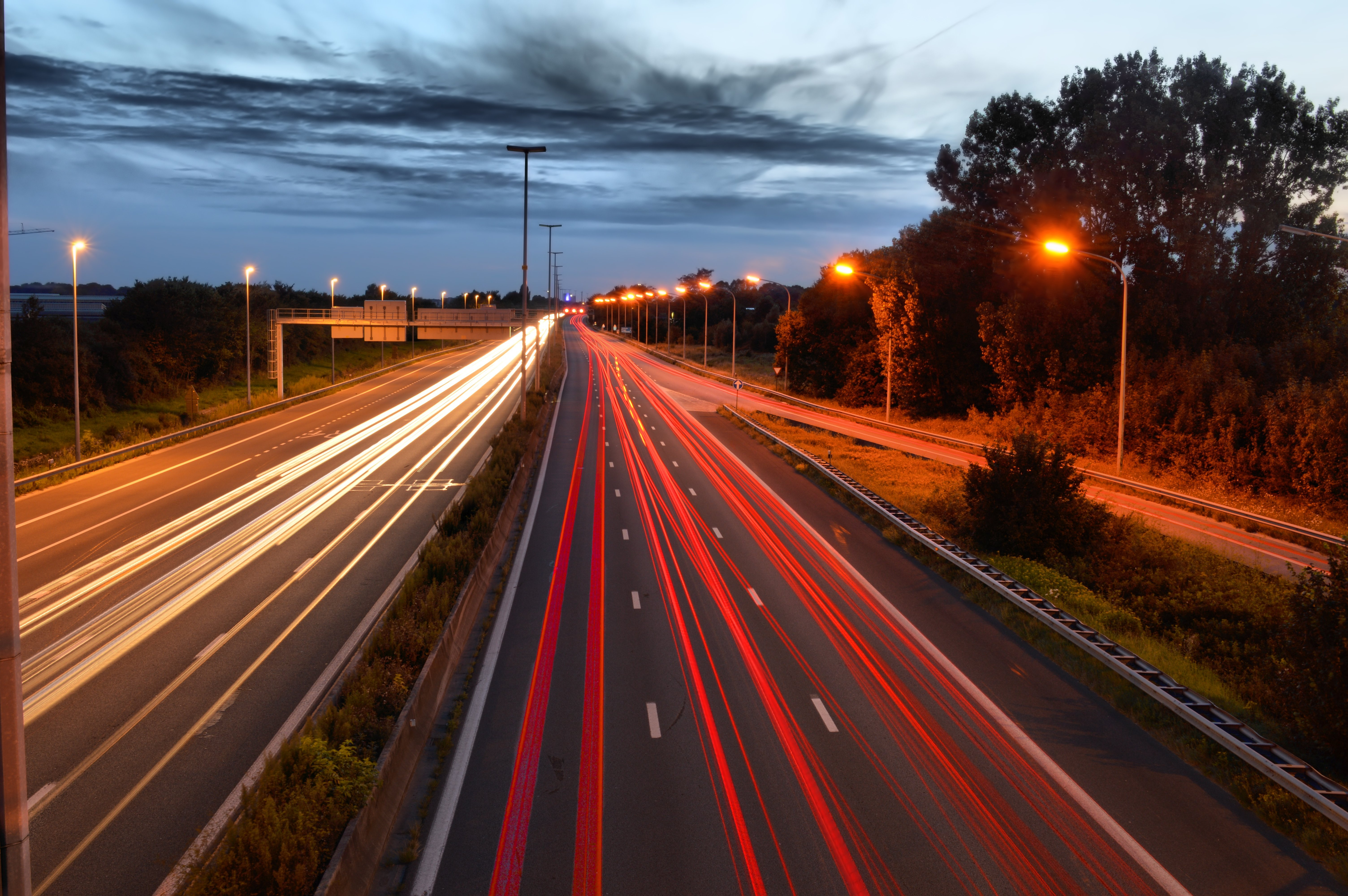
El estado mental de la hipnosis de la carretera puede ocurrir en las carreteras como ésta.

Hipnosis de carretera, también conocido como fiebre de la línea blanca, es un estado mental en el que una persona puede conducir un camión u otro automóvil por largas distancias, reaccionando a acontecimientos externos de la manera esperada y correcta sin el recuerdo de haber hecho eso conscientemente. En este estado, la mente consciente del conductor está aparentemente y totalmente enfocada en otra parte, con el procesamiento aparentemente directo de las masas de información necesarias para conducir con seguridad. La hipnosis de carretera es una manifestación del proceso común de la automaticidad, donde las mentes conscientes e inconscientes son capaces de concentrarse en cosas diferentes.

## Historia del término
El concepto de "hipnosis de carretera" fue descrito primero en un artículo del año 1921, que mencionaba el fenómeno de "hipnotismo de carretera": la conducción en estado de trance mientras se mira un punto determinado. Un estudio de 1929, Sleeping with the Eyes Open, de Walter Miles, también se ocupaba del tema, sugiriendo que era posible que los conductores se quedasen dormidos con los ojos abiertos. La idea de que los accidentes de automóvil incomprensibles podrían explicarse por este fenómeno se hizo popular en la década de los 50. El término "hipnosis de carretera" fue acuñado por G. W. Williams en 1963. Construido sobre las teorías de Ernest Hilgard (1986,1992) de que la hipnosis es un estado alterado de consciencia, algunos teóricos mantienen que la consciencia puede desarrollar disociación hipnótica. En el ejemplo de la hipnosis de carretera, una corriente de consciencia está conduciendo el coche mientras la otra corriente de consciencia está ocupándose de otros asuntos. La amnesia incluso puede manifestarse para la consciencia disociada que conducía el automóvil.